# Cal Jornaler
Cal Jornaler és una obra del poble de l'Esparra, al municipi de Riudarenes (Selva), inclosa a l'Inventari del Patrimoni Arquitectònic de Catalunya.

## Descripció
Es tracta d'un conjunt de dues cases diferenciades però dins el mateix estil i èpoques de les quals se n'ha fet només una. Les dues són de senzilla construcció de planta rectangular i un pis superior, amb teulada a dues vessants amb caiguada a la façana i cornisa típica catalana. El portal és rectangular amb llinda monolítica que porta inscrit el nom "CAL PEP". A la dreta de l'entrada hi ha una gran finestra que anteriorment era una porta i a la llinda la inscripció "Pere Vernades" i la data de 1760, ens indica que aquesta obertura era una porta el número 48 que té al costat. A la façana hi ha diverses finestres totes elles amb llindes, brancals i ampits de pedres granítiques, tres protegides per una reixa de ferro i les del pis superior amb porticons de fusta. La finestra de l'extrem dret, segurament de nova construcció està envoltada de rajols a diferència de les altres.
Es tracta d'un edifici molt reformat, ja que a continuació de la façana continua un mur d'obra vista que tanca el pati i el voltant de la casa. La façana lateral no es troba arrebossada i es pot veure la diferència de la pedra, molt més fosca, i amb obertures d'arc rebaixat de rajol.

## Història
A partir de 1747 s'inicià la construcció del nucli urbà de l'Esparra, fins llavors només constituït per l'església, la rectoria i mas Masferrer. Va ser aquest any que Antoni Masferrer va vendre un tros de terra per 300 lliures a Esteve Clos incloguent una sèrie de condicions sobre les normes d'edificaió. Allí s'hi va construir el mas Pujató. l'any 1760, Masferrer va vendre dos trossos més de terra que donaren lloc a Can Periques i a Cal Jornaler. Més tard, el 1774 encara en vengué un altre de l'anomenat camp de la plaça que va donar lloc a can Roquet.